# Четыре мотора для Европы

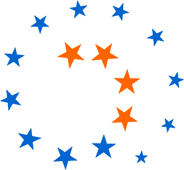
Логотип

«Четыре мотора для Европы» — это транснациональная межрегиональная сеть четырёх высокоразвитых и ориентированных на исследования регионов Европы:
- Овернь — Рона — Альпы во Франции,
- Баден-Вюртемберг в Германии,
- Каталония в Испании,
- Ломбардия в Италии.

9 сентября 1988 года в Штутгарте подписали соглашение о сотрудничестве. Так называемый Меморандум ставит своей целью расширение экономического и социального сотрудничества между регионами, не имеющими общей границы. Соглашение предполагало долгосрочное сотрудничество четырёх регионов в области науки, исследований, образования, окружающей среды, культуры и других сферах. Целью этих отношений было укрепление регионального значения в рамках Европейского Союза, а также увеличение потенциала экономического роста в четырёх регионах. Эти регионы сосредоточены на обмене информацией друг с другом для расширения своих технологий и НИОКР. Группа также избирательно работает с ассоциированными партнёрами.

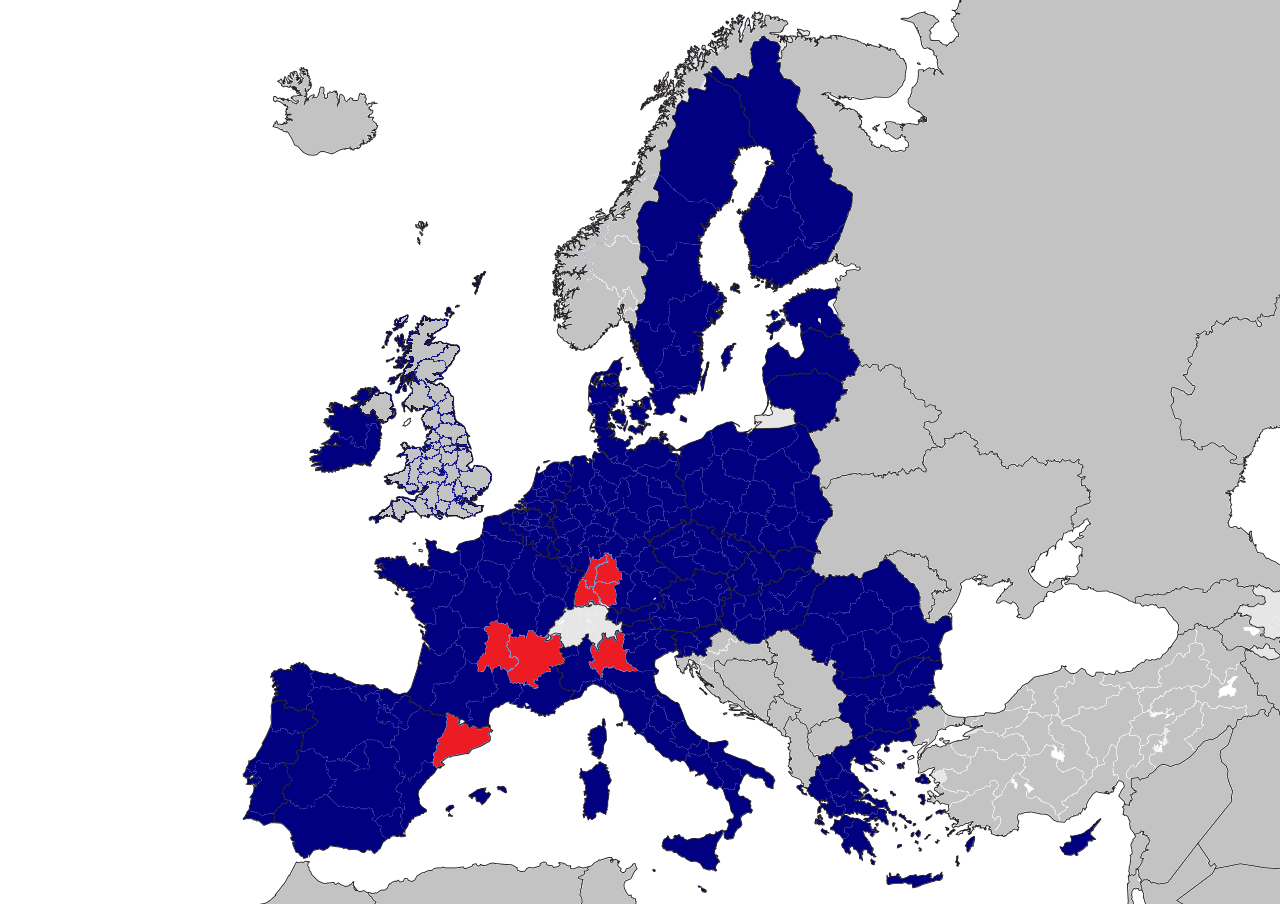
«Четыре мотора для Европы» на карте Евросоюза (2020)